# Zelný list
Zelný list (anglicky Cabbage Leaf) je černobílá fotografie pořízená Edwardem Westonem v roce 1931. Snímek demonstruje obnovený zájem umělce o fyzické textury zeleniny, mušlí a dalších předmětů, které byly v této době předmětem mnoha jeho fotografií.

## Historie a popis
Weston věnoval pozornost zejména zelí a vyfotografoval několik kompozic této zeleniny v letech 1929 až 1936. Současný Zelný list je pravděpodobně nejznámější z této série. Zobrazuje odříznutý list zelí, v monumentálním detailu, ležící na tmavém pozadí, přičemž zvýrazňuje jeho páteřní strukturu a lineární rýhy, jako by to byla plastika v reliéfu. Je to jeden z mnoha příkladů jeho tehdejšího přístupu k přímé fotografii a zároveň ukazuje vliv surrealismu. Na počátku třicátých let, v době, kdy pořídil tento snímek, napsal, že: „Zelí obnovilo můj zájem, úžasná srdce, jako vyřezávaná slonovina, listy s žilkami jako plameny, s tvary zakřivenými jako ta nejúžasnější ulita... v zelí cítím celé tajemství životní síly.“

## Veřejné sbírky
Existuje několik otisků této fotografie, jako například: Institut umění v Chicagu, Muzeum moderního umění, New York, National Museum of American History, Washington, D.C. a Sanfranciské muzeum moderního umění.